# Kreis Zeven
| Basisdaten                                      | Basisdaten          |
| ----------------------------------------------- | ------------------- |
| Preußische Provinz                              | Hannover            |
| Regierungsbezirk                                | Stade               |
| Kreisstadt                                      | Zeven               |
| Bestandszeitraum                                | 1885–1932           |
| Fläche:                                         | 661,4 km²           |
| Einwohner                                       | 20.569 (1925)       |
| Bevölkerungsdichte                              | 31 Einw./km² (1925) |
| Gemeinden                                       | 58 (1910) 56 (1932) |
| Kfz-Kennzeichen                                 | I S                 |
| Lage des Kreises in der Provinz Hannover (1905) |                     |
| Lage des Kreises Zeven in der Provinz Hannover  |                     |

Der Kreis Zeven war von 1885 bis 1932 ein Landkreis in der preußischen Provinz Hannover. Verwaltungssitz war die Landgemeinde (ab 1929 Stadt) Zeven.

## Geschichte
Mit Einführung der neuen Kreisordnung für die Provinz Hannover wurde am 1. April 1885 aus dem alten hannoverschen Amt Zeven der Kreis Zeven gebildet.
1932 wurde durch eine Verordnung des preußischen Staatsministeriums der Kreis Zeven aufgelöst und mit dem Landkreis Bremervörde zusammengeschlossen. Heute gehört das Gebiet des ehemaligen Kreises Zeven zum niedersächsischen Landkreis Rotenburg (Wümme).

## Einwohnerentwicklung
| Jahr      | 1890   | 1900   | 1910   | 1925   |
| --------- | ------ | ------ | ------ | ------ |
| Einwohner | 14.060 | 15.318 | 17.825 | 20.569 |

## Landräte
- 1885–1887  Gustav von Wick
- 1887–1895  Bernhard Häger
- 1895–1900  Ludwig Lessing
- 1900–1930  Karl von Hammerstein-Gesmold
- 1930–1932  Ludwig Hamann

## Kreiswappen

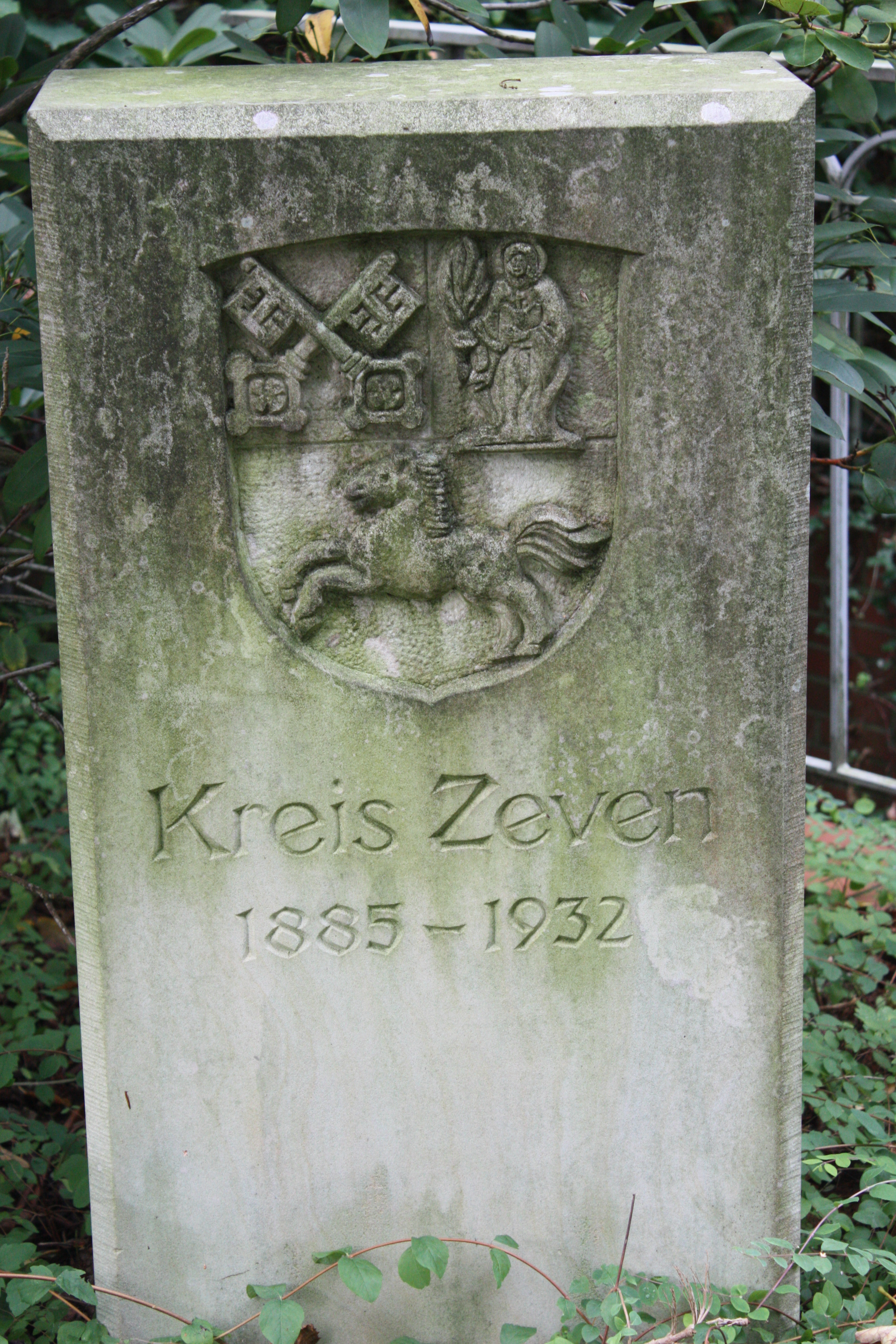
Kreiswappen als Steinrelief im Park am Kloster Zeven

Das Kreiswappen kombiniert das stiftbremische Wappen mit den beiden Petri-Schlüsseln mit jenem Zevens und dem hannöverschen Provinzialwappen.

## Gemeinden
Die Gemeinden des Kreises Zeven mit ihren Einwohnerzahlen von 1910:
| Gemeinde           | 1910  |
| ------------------ | ----- |
| Altenbülstedt 1    | 171   |
| Badenstedt         | 265   |
| Bockel             | 61    |
| Boitzen            | 184   |
| Brauel             | 133   |
| Breddorf           | 493   |
| Brümmerhof         | 88    |
| Brüttendorf        | 192   |
| Buchholz           | 174   |
| Bülstedt 1         |       |
| Dipshorn           | 115   |
| Ehestorf           | 106   |
| Elsdorf            | 533   |
| Frankenbostel      | 120   |
| Freyersen 2        | 67    |
| Glinstedt          | 268   |
| Godenstedt         | 112   |
| Groß Meckelsen     | 244   |
| Groß Sittensen     | 737   |
| Gyhum              | 304   |
| Hamersen           | 258   |
| Hanstedt           | 231   |
| Hatzte             | 186   |
| Heeslingen         | 607   |
| Hepstedt           | 514   |
| Hesedorf bei Gyhum | 290   |
| Ippensen           | 185   |
| Kalbe              | 315   |
| Karlshöfen         | 643   |
| Kirchtimke         | 322   |
| Klein Meckelsen    | 339   |
| Klein Sittensen    | 220   |
| Lengenbostel       | 55    |
| Meinstedt          | 150   |
| Nartum             | 368   |
| Neuenbülstedt 1    | 263   |
| Oldendorf          | 237   |
| Ostereistedt       | 366   |
| Ostertimke         | 208   |
| Rhade              | 395   |
| Rhadereistedt      | 279   |
| Rockstedt          | 228   |
| Rüspel             | 156   |
| Steddorf           | 207   |
| Steinfeld          | 123   |
| Tarmstedt          | 850   |
| Tiste              | 257   |
| Vierden            | 214   |
| Volkensen          | 109   |
| Vorwerk            | 226   |
| Weertzen           | 171   |
| Wehldorf           | 214   |
| Wense              | 252   |
| Westertimke        | 203   |
| Wiersdorf          | 157   |
| Wilstedt           | 731   |
| Wistedt            | 252   |
| Wohnste            | 429   |
| Zeven 3            | 2.108 |

Bis zu ihrer Auflösung in den 1920er Jahren bestanden im Kreis Zeven außerdem die beiden Gutsbezirke Burgsittensen und Kuhmühlen.